# 克雷·湯普森
基利·湯臣（1990年2月8日—）為美國男子籃球運動員。现為NBA達拉斯獨行俠效力，場上位置為得分後衛。其大學時期效力於華盛頓州立大學。在2011年NBA選秀中，以第一輪第十一順位被金州勇士队選中。湯臣與隊友史蒂芬·柯瑞同樣擅長外圍投射，兩人在2014年合計投進492顆三分球，因而被外界合稱為「浪花兄弟」。曾單節攻入37分、三節拿下60分及單場投進14記三分球，打破柯瑞單場13記三分球；2016年西區冠軍戰第六戰更是投出11記三分球打破季後賽單場三分球記錄。2016年夏季奧林匹克運動會代表美國參與男子籃球比賽。在2019年總冠軍賽遭遇左膝十字韧带撕裂，2019-20、2020-21賽季報銷，首席訓練師宣稱其在2022年1月後復出為最佳選擇。在2021-22賽季拿到生涯第四個NBA總冠軍。
2024年交易期，基利·湯臣以3年5000萬美元合同，正式宣布加盟達拉斯獨行俠。
根據《福布斯》資料，湯臣是2024年年收入全球排名第25名的運動員（62,300,000美元）。

## 早年及高中时期
湯普森出生於加州的洛杉磯。他的母親大學時是一個排球員，其父親麥卡爾·湯普森在1978年NBA選秀會當晚以狀元身分被波特蘭拓荒者隊選中。哥哥Machel Thompson曾經是聖克魯斯勇士隊的球員，弟弟崔斯·湯普森曾是洛杉磯道奇隊外野手。
湯普森2歲時，全家搬到奧勒岡州的奧斯韋戈湖，在那裡他和未來的NBA明星前鋒凯文·乐福成為童年好友，兩人還在少年棒球聯盟的比賽中成為隊友。湯普森14歲時跟隨家人搬至加州的蘭迪拉朗曲，並在2008年畢業於聖瑪格麗特天主教高中。

## NBA生涯

### 2011-12賽季
湯普森在第一輪第11順位被金州勇士隊選上，外界猜測此舉是勇士將會交易先發後衛蒙塔·埃利斯的徵兆。總管賴瑞·萊利對湯普森的投射技術讚不絕口，他對湯普森抱持信心，相信湯普森的防守技巧會在勇士新任總教練馬克·傑克森的指導下更進一步。
這一年，湯普森並未入選2012年NBA新秀挑戰賽。然而在結果公布後的4場比賽中，湯普森所有籃球數據比起賽季平均成績皆有提高：場均得分從7.6分提高到12.5分、命中率從46.7%上升到54.3%、三分命中率從48.1%提升至55.6%、場均籃板數從1.6個提升至2.8個、場均助攻數從1.3個提高到1.5個，抄截和失誤數也有所成長。
經過半季的試用後，勇士確定後場組合是柯瑞和湯普森而非柯瑞和艾利斯，於是在2012年3月13日將蒙塔·艾利斯交易到密爾瓦基公鹿，下一場比賽中，金州勇士隊對上波士頓賽爾提克隊，勇士落敗，而湯普森攻下賽季新高的26分。一週後，金州勇士隊迎戰紐奧良黃蜂隊，湯普森攻下27分再度打破自己的紀錄，並助勇士奪下勝利。
2012年2月中時，湯普森平均可出賽17分鐘，但3月結束時，他的場均出賽時間已經穩定的達到30分鐘左右。賽季結束時，湯普森入選了NBA年度最佳新秀第一隊。

### 2012-13賽季
2013年1月29日，勇士出戰騎士，湯普森取得賽季新高的32分。勇士總教練傑克森稱讚湯普森和柯瑞，宣稱他們倆是NBA史上投射能力最精湛的雙人組。
賽季結束時，湯普森和柯瑞兩人合計投進483顆三分球，是NBA歷史上排名第一的雙人組合。
金州勇士隊在西區季後賽首輪淘汰丹佛金塊，並在次輪對上圣安东尼奥马刺。
2013年5月8日，勇士在G2客場以100：91擊敗馬刺，湯普森出戰47分鐘，攻下生涯季後賽得分新高的34分，三分球9投8中，還附帶生涯最高的14籃板，職業生涯首次得到30+10的雙十數據，其中8個三分球也刷新了勇士隊史季後賽單場三分球命中數紀錄，洗刷勇士客場30連敗的記錄。
勇士在次輪被馬刺以4：2淘汰。

### 2013-14賽季
在勇士的開幕戰上，湯普森三分球7投5中，取得賽季新高的38分。
2014年3月4日，湯普森在比賽還剩0.6秒的時候完成了一記後仰絕殺，金州勇士隊以98：96險勝印第安那溜馬隊。
2014年3月12日，在金州勇士隊98：111敗給洛杉磯快艇隊的比賽中，湯普森命中了4個三分，使生涯三分命中數達到500個，成為NBA歷史上首位生涯前3個賽季就命中500個三分的球員。
這季湯普森和柯瑞兩人又合計投進484顆三分球，以1球之差打破去年自己的紀錄，兩人被外界冠予「浪花兄弟」的美譽。湯普森本季可獲得18.4分3.1籃板2.2助攻。
金州勇士隊在季後賽首輪面對洛杉磯快艇隊，但勇士在搶七大戰中落敗，無緣晉級。

### 2014-15賽季
史蒂夫·科尔出任勇士隊總教練，改革勇士隊戰術，以外圍投射為重點攻勢，大大發揮了湯普森和柯瑞的優勢。
2014年10月31日，湯普森和勇士簽下4年7千萬的延長合約。隔天，金州勇士出戰洛杉磯湖人，湯普森取得生涯新高的41分，勇士以127：104擊敗湖人。湯普森總共命中了5記三分球，他的生涯三分球命中數達到了552個，超越了拉崔爾·史普利威爾（生涯共投進551個三分球），在隊史三分球命中數榜上排名第5位。
2015年1月23日，金州勇士隊出戰沙加緬度國王隊，勇士以126：101擊敗國王，此役湯普森投進生涯新高的11顆三分球，攻下52分亦是生涯新高。在第3節中，湯普森單節取得37分，打破1978年「冰人」乔治·格温、2008年卡梅羅·安東尼單節33分的記錄。湯普森第3節共出手13次且全數命中，與戴维·汤普森並列成為NBA單節最高命中數的紀錄保持人。此外，單節命中9顆3分球也也刷新2002年麥可·里德、2013年喬·強森投進8顆的記錄。
2015年1月29日，湯普森獲選為2015年NBA西區全明星隊的替補，是個人職業生涯的第一次。
2015年2月4日，勇士在主場以128：114戰勝達拉斯小牛，柯瑞命中10記三分，轟下51分的生涯第二高分。湯普森在12天前對陣國王時砍下52分後，勇士隊內又一次有球員得分超過50分，柯瑞和湯普森是自1994-95賽季後首次有同隊球員在一個賽季都砍下50分。
2015年2月11日，西區全明星隊主帥史蒂夫·科尔宣布，湯普森和詹姆斯·哈登頂替因傷無法參賽的科比·布莱恩特和布莱克·格里芬，將共同作為先發出場。
2015年3月8日，湯普森在勇士在對陣快艇的比賽中投進3顆三分球，超越勇士總教練史蒂夫·科尔球員時期的紀錄(生涯共投進726顆三分球)。
2015年4月13日，勇士在主場111：107戰勝曼菲斯灰熊，湯普森上場30分鐘，得到42分，成州勇士隊史上第一位在上場時間不超過30分鐘的情況下，得分超過40分的球員。
賽季結束時，柯瑞投進286顆三分球，打破自己記錄，而湯普森也以聯盟第二的239顆三分球緊追在後，兩人共投進525記三分球，比去年紀錄又多出41記三分球。
勇士以聯盟最佳勝績進軍西區季後賽，先後擊敗了紐奧良鵜鶘隊、曼菲斯灰熊隊並在西區決賽迎戰休士頓火箭隊。
2015年5月20日，NBA官方宣布了2014-15賽季最佳陣容，湯普森入選了NBA最佳陣容第三隊。
2015年5月27日，西區決賽G5，湯普森在第4節持球以假動作晃過火箭前鋒崔佛·亞瑞查，但提前起跳的亞瑞查在空中膝擊湯普森頭部，導致湯普森離場，縫了3針，右耳也流血不止。湯普森經診療後被判斷有腦震盪情況。
勇士擊敗火箭，而湯普森也順利歸隊，並在G2面對克里夫蘭騎士隊砍下生涯季後賽新高的34分。勇士最終擊敗騎士，終結了40年來的冠軍荒。

### 2015-16賽季
從開季以來，湯普森打了21場比賽，平均可獲得17.2分，但其中沒有任何一場比賽得分高於30分過。
2015年11月9日，金州勇士隊對陣底特律活塞隊，湯普森命中個人職業生涯的第800記三分球，成為史蒂芬·柯瑞之後勇士隊第二個生涯三分球命中數達到800顆的球員。
2015年12月8日，金州勇士隊出戰印第安那溜馬隊，湯普森21投13中，轟下賽季新高的39分和7籃板6助攻，其中三分球16投10中，勇士以131：123取勝，也達到23連勝。勇士最後在12月12日以108：95敗給密爾瓦基公鹿，止於24連勝。
2015年12月16日，敗給公鹿的下一場比賽，金州勇士隊出戰鳳凰城太陽隊，湯普森在第3節得到27分，全場攻下43分，勇士以128：103止敗。
2016年1月8日，金州勇士隊迎戰波特蘭拓荒者隊，此役湯普森共得到36分，這是他連續第3場得分超過30分。勇士以128：108獲勝。
2016年1月27日，金州勇士隊對上達拉斯小牛隊，湯普森20投14中，砍下45分，勇士以127：107擊敗小牛。
2016年1月28日，湯普森再度獲選入2016年NBA西區全明星隊，亦是他連續第2次獲得青睞。加上史蒂芬·柯瑞和德雷蒙德·格林，這是勇士自1976年之後第一次有3人同時入選全明星賽。
2016年2月13日，湯普森在2016NBA全明星週三分球大賽決賽中得到27分，擊敗斯蒂芬·科里、德文·布克，抱回三分球大賽冠軍。
2016年3月18日，金州勇士隊客場以130：112擊敗達拉斯小牛隊，湯普森攻下39分6籃板2助攻，三分球15投10中，湯普森的職業生涯三分命中數達到1008個，成為聯盟歷史上第85位至少投進1000個三分球的球員，並以372場比賽投進1000個三分球的速度，成為聯盟歷史上繼史蒂芬·柯瑞（369場）之後第二快達到如此成就的球員。
2016年3月22日，金州勇士隊客場以109:104險勝明尼蘇達灰狼隊，此役湯普森上場30分鐘，得到了17分、5籃板，2助攻，三分球5投全中，但兩分球9投全失。縱觀NBA歷史，也沒有人在三分球至少出手5次、兩分球至少出手7次的情況下打出過湯普森這種數據。
2016年3月25日，金州勇士隊面對達拉斯小牛隊，湯普森砍下40分。
2016年3月27日，金州勇士隊以117：105戰勝費城七六人隊，湯普森再度砍下40分，還有2籃板1阻攻，這是他生涯第一次連續兩場比賽得到40分。
2016年4月7日，金州勇士隊面對聖安東尼奧馬刺隊，湯普森雖僅得14分，但勇士擊敗馬刺，成為NBA歷史上第二支例行賽取得70勝的球隊。
金州勇士隊以西區第一種子之姿迎戰第八種子的休士頓火箭隊，其中在系列賽的G5，湯普森成為NBA史上第一位在季後賽連兩場投進超過7記三分球的球員。
在柯瑞負傷缺陣的情況下，金州勇士隊以4：1淘汰休士頓火箭隊，接著在次輪以4：1淘汰波特蘭拓荒者隊。西區決賽面對奧克拉荷馬雷霆隊。
2016年5月24日，西區決賽G4，勇士客場對陣雷霆，湯普森得到26分，其中第三節單節得到19分，刷新職業生涯季後賽單節得分紀錄。
然而勇士輸掉G4，落入1：3的不利局面，但湯普森力挽狂瀾，帶領勇士連續拿下G5和G6，將比數追平。
2016年5月26日，NBA官方公布了2015-16賽季的最佳陣容名單，湯普森入選最佳陣容第三隊。
在G6，湯普森砍下41分，三分球18投11中，締造NBA季後賽三分球命中數最多的歷史新猷。勇士最後在G7以96:88淘汰雷霆，挺進冠軍賽，勇士也成為NBA史上第10支、西區決賽第一支從3：1的情況下逆轉的球隊。湯普森G7全場共獲得21分5籃板，命中6記三分球，在西區決賽中累計命中30記三分球，湯普森連續兩個季後賽系列賽都命中至少28記三分球。
儘管一度取得大好優勢，勇士仍在G7被騎士擊敗，無緣完美結束賽季。

### 2016-17賽季
開季的湯普森手感不佳，無法把握住大空檔的投射機會，命中率十分慘淡。前六場比賽中，湯普森場均僅得15.8分，三分球命中率更是只有19.6%。外界質疑是凱文·杜蘭特的加盟排擠了湯普森。但湯普森表示自己去年開季的表現也不佳，目前低潮並非受杜蘭特所影響。湯普森強調他會保持自信，突破目前的困境。
歷經調整，湯普森逐漸找回手感，表現逐漸火燙。
2016年11月13日，金州勇士隊迎戰鳳凰城太陽隊，湯普森獲得了賽季新高的30分，幫助勇士取得8勝2敗的開季佳績。湯普森18投11中，還投進5個三分球，並在第四節拿到14分，勇士以133：120取得勝利。
2016年12月6日，金州勇士隊主場出戰印第安納溜馬，湯普森33投21中，包括三分球14投8中，僅上場29分鐘且持球時間僅90秒便攻下生涯新高的60分。勇士以142：106大勝溜馬。湯普森成為NBA史上第一個得了60分但出賽時間小於30分鐘的球員。湯普森的得分輸出是勇士球員近42年來最高的一位，同時，湯普森上半場便攻下40分也追平近十年內半場得分第二高的紀錄。此外，湯普森是繼威尔特·张伯伦、瑞克·貝瑞、喬·福爾克斯後再度得60分的勇士球員。上一位達成者為瑞克·貝瑞，他在1974年3月26日得了64分。
2017年1月26日，湯普森入選西區全明星隊替補，並參加了三分球大賽，只可惜湯普森在第一輪只得18分被淘汰出局，無緣蟬聯冠軍。
2017年3月26日，勇士在主場以106：94戰勝曼菲斯灰熊隊，湯普森三分球11投7中，職業生涯第20次單場至少投中7個三分球，成為NBA歷史上自史蒂芬·柯瑞和J·R·史密斯（ J.R. Smith ）之後第三位至少20次投中7記以上三分球的球員。
2017年4月4日，金州勇士隊以121:107戰勝明尼蘇達灰狼隊，湯普森得了41分，這是他職業生涯第10次單場得到40分的比賽。
賽季結束時，勇士以67勝15負三度蟬聯西區龍頭。無病無痛的金州勇士隊面對波特蘭拓荒者隊輕鬆過關，接下來迎戰猶他爵士隊。
2017年5月6日，西區季後賽次輪G3，勇士102：91輕取爵士，湯普森出場39分鐘，職業生涯季後賽出場時間累計達到2605分鐘，超越瑞克·貝瑞（出賽2579分鐘），在勇士隊史季後賽出場時間排行榜第1位。
湯普森在總冠軍賽主防騎士後衛凯里·欧文，並助勇士以4：1擊敗騎士報仇雪恨，勇士在季後賽的戰績為16勝1負，撰寫聯盟最佳紀錄。

### 2017-18賽季
2017年10月29日，湯普森面對底特律活塞隊攻下29分，成為勇士隊史第11位得到9000分的球員。
2017年12月20日，勇士對陣曼菲斯灰熊隊，柯瑞已因腳踝扭傷連續缺陣了6場比賽。但湯普森攻下29分，助勇士以97：84取勝，得到10連勝。
2017年12月27日，勇士以126：101擊敗猶他爵士隊。湯普森投進了3記三分球，他的連續三分球命中場數累積到89場，和达纳·巴罗斯並列史上第三。
2018年1月12日，勇士在客場以108：94擊敗公鹿。湯普森只投了2次三分球，全數落空。連續三分球命中場數累積到95場，為史上第3，僅次於隊友柯瑞創下的157場和騎士射手凱爾·柯佛的127場。
2018年2月23日，湯普森入選2018年NBA西區全明星隊替補。和隊友柯瑞、杜兰特、格林一同參賽，是NBA歷史上第一次同一支球隊連續兩年有4位球員入選全明星。
2018年6月9日，勇士在客場以108：85擊敗騎士，奪下近四年來的第三座NBA年度總冠軍。

### 2018-19賽季
2018年10月29日，湯普森面對芝加哥公牛隊比賽才進行到第三節就已經投進14顆三分球，刷新原先由柯瑞所保持的單場紀錄，拿下全場最高的52分。
2019年總冠軍賽第6戰，湯普森在反擊快攻中，扣篮落地时不慎受傷，左膝十字韌帶撕裂退場，最終勇士隊落敗。

### 2019-20賽季
湯普森因上季總冠軍賽中受傷，總教練史蒂夫·科爾表示為了使湯普森能完全復原可能會休養一整年，新賽季恐整季報銷，可能缺席19-20賽季全部比賽。

### 2020-21賽季
2020年11月19日，湯普森於洛杉磯的球館進行簡單的日常訓練，過程中卻導致右腳嚴重受傷，隔日進行電腦斷層後確認為右腳跟腱撕裂，20-21賽季報銷。

### 2021-22賽季
2022年1月9日勇士官方宣布於2019年總冠軍賽受傷的湯普森將在勇士主場對陣騎士的比賽中復出，與先前受傷的斯蒂芬·科里、卓雷蒙·格林將一同出戰。在該場比賽中正選上陣，並以一球上籃為勇士隊率先打開紀錄，最終出場19分鐘，砍下17分3籃板1助攻1阻攻，帶領勇士取得勝利。2022年3月12日，湯普森在對陣公鹿的比賽下，全場砍進8顆三分球，拿下38分創下傷癒復出以來的新高。2022年4月12日，湯普森全場29投16中拿下41分，帶隊擊敗鵜鶘，為傷癒復出後首次拿下40+。
2022年季后赛，克莱汤普森表现优异，帮助球队重返总决赛，并最终拿下总冠军，完成了8年4冠的伟业。

### 2022-23賽季
2022年11月21日，湯普森擺脫賽季前13場，場均只有15.5分，命中率不足4成的低潮，23投14中，三分球更13投10中，拿下賽季新高41分。
2023年1月3日，湯普森手感火熱，在對亞特蘭大老鷹的比賽中，39投21中，三分21中10，得下54分7籃板3助攻。
2024年7月2日，勇士隊發表聲明感謝湯普森的貢獻，並表示計畫退役其11號球衣。

### 達拉斯獨行俠 （2024–至今）
2024年7月6日，汤普森通过先签后换的方式加盟达拉斯独行侠。

## 家庭
- 父親：麥卡爾·湯普森，NBA退役球員，曾於1987年和1988年效力於洛杉磯湖人隊時獲得兩次 NBA總冠軍。現為ESPN廣播節目主持人。
- 哥哥：迈切尔·汤普森，NBA發展聯盟聖克魯斯勇士球員
- 弟弟：崔斯·湯普森，美國職棒大聯盟選手

## NBA數據

### 例行賽
| 賽季     | 球隊         | GP  | GS  | MPG  | FG%  | 3P%  | FT%   | RPG | APG | SPG | BPG | PPG  |
| -------- | ------------ | --- | --- | ---- | ---- | ---- | ----- | --- | --- | --- | --- | ---- |
| 2011–12  | 金州勇士     | 66* | 29  | 24.4 | .443 | .414 | .868  | 2.4 | 2.0 | 0.7 | 0.3 | 12.5 |
| 2012–13  | 金州勇士     | 82* | 82* | 35.8 | .422 | .401 | .841  | 3.8 | 2.2 | 1.0 | 0.5 | 16.6 |
| 2013–14  | 金州勇士     | 81  | 81  | 35.4 | .444 | .417 | .795  | 3.1 | 2.2 | 0.9 | 0.5 | 18.4 |
| 2014–15† | 金州勇士     | 77  | 77  | 31.9 | .463 | .439 | .879  | 3.2 | 2.9 | 1.1 | 0.8 | 21.7 |
| 2015–16  | 金州勇士     | 80  | 80  | 33.3 | .470 | .425 | .873  | 3.8 | 2.1 | 0.8 | 0.6 | 22.1 |
| 2016–17† | 金州勇士     | 78  | 78  | 34.0 | .468 | .414 | .853  | 3.7 | 2.1 | 0.8 | 0.5 | 22.3 |
| 2017–18† | 金州勇士     | 73  | 73  | 34.3 | .488 | .440 | .837  | 3.8 | 2.5 | 0.8 | 0.5 | 20.0 |
| 2018–19  | 金州勇士     | 78  | 78  | 34.0 | .467 | .402 | .816  | 3.8 | 2.4 | 1.1 | 0.6 | 21.5 |
| 2021–22† | 金州勇士     | 32  | 32  | 29.4 | .429 | .385 | .902  | 3.9 | 2.8 | 0.5 | 0.5 | 20.4 |
| 2022–23  | 金州勇士     | 69  | 69  | 33.0 | .436 | .412 | .879  | 4.1 | 2.4 | 0.7 | 0.4 | 21.9 |
| 2023–24  | 金州勇士     | 77  | 77  | 29.7 | .432 | .387 | .927* | 3.3 | 2.3 | 0.6 | 0.5 | 17.9 |
| 2024–25  | 達拉斯獨行俠 | 72  | 72  | 27.3 | .412 | .391 | .905  | 3.4 | 2.0 | 0.7 | 0.4 | 14.0 |
| 職業生涯 | 職業生涯     | 865 | 814 | 32.1 | .451 | .411 | .860  | 3.5 | 2.3 | 0.8 | 0.5 | 19.1 |
| 全明星賽 | 全明星賽     | 5   | 1   | 20.4 | .379 | .362 | 1.000 | 4.0 | 3.4 | 0.4 | 0.0 | 12.6 |

### NBA附加賽數據統計
| 賽季     | 球隊     | GP | GS | MPG  | FG%  | 3P%  | FT%  | RPG | APG | SPG | BPG | PPG  |
| -------- | -------- | -- | -- | ---- | ---- | ---- | ---- | --- | --- | --- | --- | ---- |
| 2024     | GSW      | 1  | 1  | 31.6 | .000 | .000 | –    | 4.0 | 1.0 | 0.0 | 0.0 | 0.0  |
| 2025     | DAL      | 2  | 2  | 32.7 | .577 | .500 | .667 | 3.5 | 2.5 | 0.5 | 0.5 | 20.5 |
| 職業生涯 | 職業生涯 | 3  | 3  | 32.2 | .417 | .375 | .667 | 3.7 | 3.0 | 0.3 | 0.3 | 13.7 |

### 季后赛
| 賽季     | 球隊     | GP  | GS  | MPG  | FG%  | 3P%  | FT%  | RPG | APG | SPG | BPG | PPG  |
| -------- | -------- | --- | --- | ---- | ---- | ---- | ---- | --- | --- | --- | --- | ---- |
| 2013     | 金州勇士 | 12  | 12  | 41.3 | .437 | .424 | .833 | 4.6 | 1.8 | 1.0 | 0.6 | 15.2 |
| 2014     | 金州勇士 | 7   | 7   | 36.7 | .408 | .364 | .792 | 3.4 | 3.6 | 1.0 | 0.7 | 16.4 |
| 2015†    | 金州勇士 | 21  | 21  | 36.2 | .446 | .390 | .800 | 3.9 | 2.6 | 0.8 | 0.9 | 18.6 |
| 2016     | 金州勇士 | 24  | 24  | 35.4 | 44.4 | 42.2 | 85.4 | 3.7 | 2.3 | 1.1 | 0.4 | 24.3 |
| 2017†    | 金州勇士 | 17  | 17  | 35.1 | .397 | .387 | .788 | 3.9 | 2.1 | 0.8 | 0.3 | 15.0 |
| 2018†    | 金州勇士 | 21  | 21  | 37.8 | .465 | .427 | .871 | 4.1 | 1.8 | 0.8 | 0.3 | 19.6 |
| 2019     | 金州勇士 | 21  | 21  | 39.0 | .456 | .443 | .902 | 4.1 | 2.1 | 1.3 | 0.7 | 20.7 |
| 2022†    | 金州勇士 | 22  | 22  | 36.0 | .429 | .385 | .867 | 3.9 | 2.3 | 1.1 | 0.7 | 19.0 |
| 2023     | 金州勇士 | 13  | 13  | 36.0 | .388 | .368 | .875 | 4.2 | 2.2 | 0.5 | 0.3 | 18.5 |
| 職業生涯 | 職業生涯 | 158 | 158 | 36.9 | .436 | .405 | .845 | 4.0 | 2.2 | 0.9 | 0.5 | 19.2 |

### 大學
| 賽季    | 球隊           | GP | GS | MPG  | FG%  | 3P%  | FT%  | RPG | APG | SPG | BPG | PPG  |
| ------- | -------------- | -- | -- | ---- | ---- | ---- | ---- | --- | --- | --- | --- | ---- |
| 2008-09 | 華盛頓州立大學 | 33 | 33 | 33.1 | .421 | .412 | .903 | 4.2 | 1.9 | 0.9 | 0.6 | 12.5 |
| 2009-10 | 華盛頓州立大學 | 31 | 30 | 35.4 | .412 | .364 | .801 | 5.1 | 2.3 | 1.4 | 0.7 | 19.6 |
| 2010-11 | 華盛頓州立大學 | 34 | 33 | 34.7 | .436 | .398 | .838 | 5.2 | 3.7 | 1.6 | 0.9 | 21.6 |
| 生涯    | 生涯           | 98 | 96 | 34.4 | .424 | .390 | .827 | 4.8 | 2.6 | 1.3 | 0.8 | 17.9 |

## 另見
- NBA第二代球員列表